# Cá bàng chài vây lưng dài
Iniistius dea, tên thông thường là bàng chài vây lưng dài, là một loài cá biển thuộc chi Iniistius trong họ Cá bàng chài. Loài cá này được mô tả lần đầu tiên vào năm 1845.

## Từ nguyên
Từ định danh của loài cá này trong tiếng Latinh có nghĩa là "nữ thần", không rõ hàm ý đề cập đến điều gì, có lẽ ám chỉ đến màu sắc cơ thể của chúng.

## Phạm vi phân bố và môi trường sống
I. dea có phạm vi phân bố thưa thớt trên Ấn Độ Dương - Thái Bình Dương. Loài này đã được ghi nhận dọc theo bờ đông Ấn Độ; bờ biển Việt Nam (trừ bờ biển phía tây nam) đến bờ nam Trung Quốc; từ vùng biển Nam Nhật Bản trải dài đến đảo Đài Loan và quần đảo Ogasawara; ở phạm vi phía nam, I. dea xuất hiện tại quần đảo Sunda Nhỏ và xung quanh bán đảo Đầu Chim (Indonesia); ngoài khơi phía bắc Tây Úc và dọc theo Queensland (Úc).

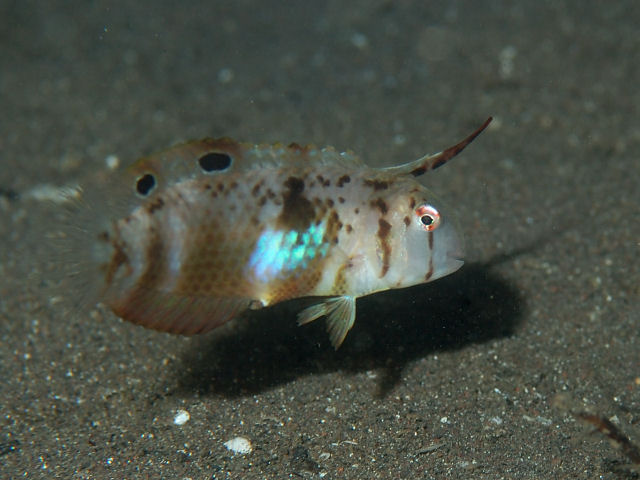
Cá I. dea chưa trưởng thành

I. dea sinh sống trên nền đáy cát ở độ sâu được ghi nhận tối thiểu là 50 m.

## Mô tả
Chiều dài cơ thể tối đa được ghi nhận ở I. dea là 30 cm. Trán dốc và cứng chắc là điểm đặc trưng của hầu hết các loài thuộc chi Iniistius. Điều này giúp chúng có thể dễ dàng đào hang dưới cát bằng đầu của mình.
Cơ thể có màu xám nhạt với ba dải sọc nâu mờ ở hai bên thân. Cá đực có một đốm đen nhỏ ở thân trên, bên dưới gai vây lưng thứ 5 và thứ 6. Mỗi vảy có một chấm màu xanh lam tạo thành các đường sọc ở thân dưới. Cá con có màu nâu lốm đốm trắng với 2 đốm đen lớn ở vây lưng; gai vây lưng thứ nhất vươn dài.
Số gai ở vây lưng: 9; Số tia vây mềm ở vây lưng: 12; Số gai ở vây hậu môn: 3; Số tia vây mềm ở vây hậu môn: 12; Số tia vây mềm ở vây ngực: 11 - 12.